# Pokrajinski park dinosaura
Pokrajinski park dinosaura je zaštićeno područje u kanadskoj pokrajini Alberta; smješten je u dolini rijeke Red Deer u srcu "rđave zemlje" (engleski: badlands) Alberte, oko 48 km sjeveroistočno od grada Brooks. Park površine 73,29 km² je osnovan 1955. godine kako bi se zaštitilo jedno od najbogatijih nalazišta fosila dinosaura na svijetu. U parku je otkriveno oko 40 vrsta dinosaura, dok je više od 500 skoro potpunih skeleta iz parka danas izloženo u muzejima širom svijeta. Sveukupno, ovdje je otkriveno skoro 500 fosila živih vrsta starih oko 75 milijuna godina, od miskroskopskih paprati do divovskih dinosaura, zbog čega je Pokrajinski park dinosaura upisan na UNESCO-ov popis mjesta svjetske baštine u Sjevernoj Americi još 1979. godine.

## Prirodne odlike
Ovo područje je najtoplija i najsuša podregija Alberte. Stalni vodotoci su relativno rijetki i zauzimaju tek 6% parka dinosaura, te stvaraju obalna staništa krševite i vijugave rijeke Red Deer, koji se odlikuju usjecima, širokim terasama i usječenim obalama.
Riječne terase podržavaju bujnu i raznoliku vegetacijom u uzastopnim slojevima, od šumica mladih vrba do složenih ravnica, šuma jablanova i šikara visokih grmova, prolaznih močvara i gustih grmovitih visoravni (kojima dominiraju biljke roda Artemisia (pelini) i obitelji Chenopodiaceae. Obalne zajednice ravničarskih jablanova su među najugroženijim staništima u ovoj polusušnoj regiji. Travnjaci se rijetko javljaju, i to na poplavinama rijeke i velikim pedimentima (erodirana površina stijene).
Mikroklima blagih zima, u kombinaciji s obilnim zalihama hrane, čine idealno područje za zimovanje domaćih papkara kao što je vitoroga antilopa, ušati jelen (Odocoileus hemionus) i bjelorepi jelen (Odocoileus virginianus). Avifauna je također bogata s preko 150 vrsta ptica koje se ovdje gnijezde, uključujući i neke ugrožene vrste kao što su suri orao, prerijski sokol (Falco mexicanus), rđavi jastreb (Buteo regalis), mali sokol, glavati svračak (Lanius ludovicianus), vrabac i vrabac skakavac (Ammodramus savannarum). Tu se može pronaći i žaba vrste Spea bombifrons.

## Paleontološka povijest parka dinosaura
Rijetke rijeke su na nekim mjestima duboko urezane u stijenama, otkrivajući tako šejl i pješčenjak iz razdoblja krede, i stvarajući opsežni badlands, najveći u Kanadi.
Velike rijeke koje su tekle ovuda prije 75 milijuna godina ostavile su naslage pijeska i blata koji čine zidove doline, brda i hoodoos (pješčenjačke stupce) današnjeg parka dinosaura. Prije oko 15.000 godina ovo područje je bilo ravno i pokriveno ledenjacima debljine od oko 600 m. Tijekom tog ledenog doba topljenje ledenjaka je isklesalo kanale strmih stranica, a kristali leda, vjetar i voda su nastavili oblikovati badlands. Danas voda iz prerijskih potoka i odvoda i dalje oblikuje krajolik i izlaže njegove čvrste temelje.
Tijekom kasne krede, prije 75 milijuna godina, krajolik je bio potpuno drugačiji. Klima je bila suptropska s bujnim šumama koje su pokrivale obalnu ravnicu. Rijeke su tekle istočno preko ravnice u toplo unutarnje more Bearpaw ("medvjeđa šapa"). Niska močvarna zemlja bila je dom raznim životinjama, uključujući i dinosaure. Uvjeti su također bili pogodni za očuvanje njihovih fosiliziranih kostiju. Između 1979. i 1991. godine prikupljeno je ukupno 23.347 fosilnih uzoraka, uključujući i 300 kostura dinosaura. Oni predstavljaju 35 vrste i 34 roda iz 12 obitelji dinosaura, uključujući primjere iz svih poznatih skupina dinosaura iz razdoblja krede. Najprisutniji su primjerci obitelji Hadrasauridae, Ornithomimidae, Tyrannosauridae, Nodosauridae, Pachycephalosauridae i Ceratopsidae. Ostali fosili uključuju obitelji kao što su ribe, kornjače, tobolčari i vodozemci.
- Albertosaurus
- Triceratops
- Chasmosaurus belli
- Tyrannosaurus
- Dimetrodon

## Vanjske poveznice
- Službene stranice parka dinosaura  Arhivirana inačica izvorne stranice od 10. siječnja 2010. (Wayback Machine) (engl.)
- Tyrell Museum  Arhivirana inačica izvorne stranice od 21. kolovoza 2008. (Wayback Machine) (engl.)
- Dinosaur Provincial Park (Parks Canada)  Arhivirana inačica izvorne stranice od 5. prosinca 2007. (Wayback Machine) (engl.)
- Fotografije  Arhivirana inačica izvorne stranice od 16. travnja 2012. (Wayback Machine) na ourplaceworldheritage.com